# Nataniel (Symeonides)
Nataniel, imię świeckie Konstantinos Symeonides (ur. 1978 w Salonikach) – grecki duchowny prawosławny w jurysdykcji Patriarchatu Konstantynopola, od 2018 metropolita Chicago w Greckiej Diecezji Ameryki.

## Życiorys
W 2003 przyjął święcenia diakonatu, a w 2010 prezbiteratu. 17 marca 2018 otrzymał chirotonię biskupią.